# Magnus Samuelsson
Magnus Samuelsson (ur. 21 grudnia 1969 w Linköping) – szwedzki zawodnik armwrestlingu i profesjonalny strongman. Mistrz Świata Strongman 1998. Dziewięciokrotny Mistrz Szwecji Strogman w latach 1995, 1996, 1997, 1999, 2000, 2001, 2003, 2004 i 2005.

## Życiorys

### Wczesne lata
Pochodzi z rodziny rolniczej, sam również jest rolnikiem (specjalizuje się w produkcji mleka i wołowiny). Treningi siłowe rozpoczął w połowie lat osiemdziesiątych pod wpływem sukcesów islandzkiego strongmana Jóna Pálla Sigmarssona i kulturysty Arnolda Schwarzeneggera. Jego młodszy brat, Torbjörn Samuelsson (ur. 1973), również był siłaczem.

### Kariera
Zdobył tytuł Mistrza Europy w Armwrestlingu.
Zadebiutował jako siłacz w 1995, ważąc 120 kg. Słynął z ogromnych i silnych ramion, dzięki którym pomiędzy strongmanami uchodził za „Króla Kamieni Atlasa”.
W 2001 został Mistrzem Super Serii. W 2005 wziął udział w elitarnych zawodach siłaczy Arnold Strongman Classic, rozgrywanych w Columbus (USA).
Siedmiokrotnie brał udział w indywidualnych Mistrzostwach Europy Strongman.
W 2008 zakończył karierę siłacza.
Klasyfikacja w indywidualnych Mistrzostwach Europy Strongman:
| Rok     | 1996 | 1997 | 1998 | 1999 | 2000 | 2001 | 2005 IFSA |
| ------- | ---- | ---- | ---- | ---- | ---- | ---- | --------- |
| Pozycja | 9.   | 5.   | 4.   |      |      |      | 8.        |

#### Mistrzostwa Świata Strongman
Jest siłaczem o najdłuższym stażu w indywidualnych Mistrzostwach Świata Strongman. Wziął udział w tych zawodach łącznie czternaście razy, w latach 1995–2008. W swym debiucie na Mistrzostwach Świata Strongman 1995 wyeliminował z tych zawodów Nathana Jonesa, gdy w rundach kwalifikacyjnych, w trakcie wykonywania konkurencji siłowania na rękę, złamał rękę Australijczyka.
W 1998 zdobył tytuł Mistrza Świata Strongman 1998 jako jedyny w dotychczasowej historii startów Szwecji w konkursie. Trzykrotnie (w 1996, 2006 i 2008), nie zakwalifikował się do finałów mistrzostw.
Klasyfikacja w indywidualnych Mistrzostwach Świata Strongman:
| Rok     | 1995 | 1996         | 1997 | 1998 | 1999 | 2000 | 2001 | 2002 | 2003 | 2004 | 2005 IFSA | 2006         | 2007 | 2008         |
| ------- | ---- | ------------ | ---- | ---- | ---- | ---- | ---- | ---- | ---- | ---- | --------- | ------------ | ---- | ------------ |
| Pozycja | 10.  | poza finałem |      |      | 5.   |      |      | 10.  | 4.   |      | 8.        | poza finałem | 5.   | poza finałem |

Klasyfikacja w Drużynowych Mistrzostwach Świata Par Strongman:
| Rok     | 1997 | 1998 | 1999 |
| ------- | ---- | ---- | ---- |
| Pozycja | 9.   |      |      |

Warunki fizyczne:
- wzrost: 200 cm
- waga: 150–156 kg
- biceps: 59 cm
- klatka piersiowa: 146 cm
- talia: 106 cm
- BMI: 39

Rekordy życiowe:
- przysiad: 280 kg x 10
- wyciskanie: 300 kg
- martwy ciąg: 375 kg

### Kariera pozasportowa
Wiosną 2009 brał udział w czwartej edycji programu TV4 Let’s Dance. Jego partnerką taneczną była Annika Sjöö, z którą 27 marca 2009 wygrał finał konkursu. W maju 2015 brał udział w spin-offie programu Let’s Dance o nazwie Let’s Dance 10 år. W parze z Anniką Sjöö dotarł do finału, w którym zajął trzecie miejsce.
W 2009 dołączył do obsady objazdowego show dla kobiet Ladies Night.

## Życie prywatne
Jest żonaty z Kristin Samuelsson (ur. 1971), która pod jego wpływem rozpoczęła treningi siłowe i dwukrotnie zdobyła tytuł Najsilniejszej Kobiety Szwecji. Mieszka w Kisa. Ma córkę Sarę i syna Dawida (ur. 2002).

## Osiągnięcia jako strongman
- 1995
  - 1. miejsce – Mistrzostwa Szwecji Strongman
  - 10. miejsce – Mistrzostwa Świata Strongman 1995, Bahamy
- 1996
  - 1. miejsce – Mistrzostwa Szwecji Strongman
  - 9. miejsce – Mistrzostwa Europy Strongman 1996, Finlandia
  - 2. miejsce – Mistrzostwa World Muscle Power
- 1997
  - 1. miejsce – Mistrzostwa Szwecji Strongman
  - 5. miejsce – Mistrzostwa Europy Strongman 1997
  - 3. miejsce – Mistrzostwa Świata Strongman 1997, USA
  - 9. miejsce – Drużynowe Mistrzostwa Świata Par Strongman 1997, Finlandia
- 1998
  - 4. miejsce – Mistrzostwa Europy Strongman 1998
  - 3. miejsce – Drużynowe Mistrzostwa Świata Par Strongman 1998, Holandia
  - 1. miejsce – Mistrzostwa Świata Strongman 1998, Maroko
- 1999
  - 1. miejsce – Mistrzostwa Szwecji Strongman
  - 3. miejsce – Mistrzostwa Europy Strongman 1999
  - 5. miejsce – Mistrzostwa Świata Strongman 1999, Malta (kontuzjowany)
  - 2. miejsce – Drużynowe Mistrzostwa Świata Par Strongman 1999, Chiny
- 2000
  - 1. miejsce – Mistrzostwa Szwecji Strongman
  - 2. miejsce – Mistrzostwa Europy Strongman 2000
  - 5. miejsce – Drużynowe Mistrzostwa Europy Par Strongman 2000, Finlandia
  - 3. miejsce – Mistrzostwa Świata Strongman 2000, RPA
- 2001
  - 3. miejsce – Mistrzostwa Europy Strongman 2001, Finlandia
  - 1. miejsce – Mistrzostwa Szwecji Strongman
  - 3. miejsce – Super Seria 2001: Praga
  - 2. miejsce – Mistrzostwa Świata Strongman 2001, Zambia
  - 3. miejsce – Mistrzostwa World Muscle Power
  - 1. miejsce – Super Seria 2001: Sztokholm
- 2002
  - 10. miejsce – Mistrzostwa Świata Strongman 2002, Malezja (kontuzjowany)
- 2003
  - 1. miejsce – Mistrzostwa Szwecji Strongman
  - 6. miejsce – Super Seria 2003: North Bay
  - 3. miejsce – Mistrzostwa World Muscle Power
  - 4. miejsce – Mistrzostwa Świata Strongman 2003, Zambia
- 2004
  - 1. miejsce – Mistrzostwa Szwecji Strongman
  - 7. miejsce – Super Seria 2004: Moskwa
  - 3. miejsce – Mistrzostwa Świata Strongman 2004, Bahamy (awansował o jedno miejsce po dyskwalifikacji Mariusza Pudzianowskiego)
  - 1. miejsce – Super Seria 2004: Göteborg
- 2005
  - 10. miejsce – Arnold Strongman Classic, USA
  - 8. miejsce – Mistrzostwa Europy IFSA Strongman 2005, Łotwa
  - 1. miejsce – Mistrzostwa Szwecji Strongman
  - 8. miejsce – Mistrzostwa Świata IFSA Strongman 2005, Kanada
- 2006
  - 14. miejsce – Super Seria 2006: Mohegan Sun (kontuzjowany)
  - 12. miejsce – Super Seria 2006: Moskwa (kontuzjowany)
- 2007
  - 3. miejsce – Super Seria 2007: Viking Power Challenge
  - 5. miejsce – Mistrzostwa Świata Strongman 2007, USA
- 2008
  - 12. miejsce – Super Seria 2008: Nowy Jork
  - 12. miejsce – Super Seria 2008: Viking Power Challenge
  - 1. miejsce – Super Seria 2008: Lysekil